# Halef
Halef ist ein Name im Nahen und Mittleren Osten. Der Name ist arabischen Ursprungs und bedeutet Nachfolger. Er wird sowohl als Vor- und Nachname benutzt. Die arabische Form wird meistens Khalaf (arabisch خلف) transkribiert. Der Name steht in Häufigkeitsverteilung in der Türkei an 2164. Stelle. Eine bekannte Ableitung des Namens ist der Kalif.

## Verbreitung
In Deutschland kommt der Vorname selten vor, in den letzten 10 Jahren wurden circa 20 Jungen so genannt. In der Schweiz tragen den Namen fünf Jungen (Stand 2023). Der Name wurde in Österreich von 1984 bis 2023 nur ein Mal vergeben. Auch in Schweden wird der Name sehr selten in der Namensgebung berücksichtigt.

## Bekannte Namensträger
- Abraham Halef, schwedischer Politiker
- Hadschi Halef Omar, Romanfigur bei Karl May
- Robert Halef, schwedischer Politiker
- Salah Khalaf